# Il teschio di Londra
Il teschio di Londra (Im Banne des Unheimlichen) è un film tedesco occidentale del 1968 diretto da Alfred Vohrer. Nel cast sono presenti Wolfgang Kieling e Joachim Fuchsberger. Il genere di questo film è poliziesco, ed è tratto da un'opera di Edgar Wallace.

## La trama
Londra, primi anni 60 del XX secolo. Sir Oliver Ramsey, ricco possidente appassionato di volo, muore in un incidente. Durante la cerimonia funebre una cupa risata risuona dalla bara. Cecil, cugino del defunto, ritiene che Ramsey sia vivo. L'ispettore Higgins inizia le indagini, ma una misteriosa serie di delitti, attuati da un essere mostruoso dal volto di teschio e dotato di un anello spruzza-veleno, lascia pensare a una vendetta post mortem di Sir Oliver. Cecil impazzisce e finisce in un ospedale psichiatrico, (appartenuto ad uno degli assassinati, il dottor Brand) proprio il luogo dove sono stati progettati gli omicidi. È infatti l'infermiera Adele, con l'aiuto del vecchio Ramiro, gravemente ammalato, ad ordinare gli omicidi, per vendicare Ramsey, morto a causa di un sabotaggio attuato proprio dal cugino Cecil e da Brand, che avevano in progetto di sottrargli le ricchezze. Scoperto, Ramiro muore di infarto e Adele opta per il suicidio.